# Lukas Fernandes
Lukas Filip Nimb Fernandes (født 1. marts 1993 i København, Danmark) er en dansk fodboldspiller, der pt. er uden klub.
Hans efternavn skyldes, at hans far stammer fra Portugal.

## Karriere

### Lyngby Boldklub
I sommerpausen 2011 var Fernandes en ud af fem U19 talenter som blev rykket op i senior truppen, efter at have tilbragt tre år på klubbens ungdomshold.
I februar 2011 blev Fernandes inviteret til en uges prøvetræning hos Premier League-klubben Stoke City.
Brøndby IF var i januar 2014 ude efter Fernandes, men det endte med et skifte til AGF i sommeren 2014.

### AGF
Den 23. juni 2014 bekræftede kilder, at Fernandes havde underskrevet en tre-årig kontrakt med AGF. Skiftet skete dog først den 1. juli 2014.

### SønderjyskE
Den 20. juni 2016 blev det offentliggjort, at Fernandes havde skrevet under på en toårig kontrakt med SønderjyskE.
SønderjyskE og Fernandes blev enige om at ophæve samarbejdet i slutningen af september 2018.

## International karriere
Lukas Fernandes har optrådt for adskillige af Danmarks ungdomslandshold, som kan ses i infoboksen til højre.